# Yukifumi Murakami
Yukifumi Murakami (Japón, 23 de diciembre de 1979) es un atleta japonés, especialista en la prueba de lanzamiento de jabalina, con la que llegó a ser campeón mundial en 2009.

## Carrera deportiva
En el Mundial de Berlín 2009 gana la medalla de bronce en el lanzamiento de jabalina, con una marca de 82,97 metros, quedando tras el noruego Andreas Thorkildsen y el cubano Guillermo Martínez.